# Vrhovinsko polje
Vrhovinsko polje este o arie protejată (sit de importanță comunitară — SCI) din Croația întinsă pe o suprafață de 1.588,92 ha, integral pe uscat.

## Localizare
Centrul sitului Vrhovinsko polje este situat la coordonatele 44°50′13″N 15°28′11″E / 44.836928°N 15.469849°E.

## Înființare
Situl Vrhovinsko polje a fost declarat sit de importanță comunitară în iulie 2013 pentru a proteja 1 specie de plante.

## Biodiversitate
Situată în ecoregiunea alpină, aria protejată conține 2 habitate naturale: Pajiști cu Molinia pe soluri calcaroase, turboase sau argilos-nămoloase (Molinion caeruleae), Pajiști uscate din regiunea submediteraneeană estică (Scorzoneratalia villosae).
La baza desemnării sitului se află o specie protejată de  plante: Scilla litardierei.